# كيفين لاكروا
كيفين لاكروا (بالفرنسية: Kevin Lacroix)‏ هو لاعب كرة قدم فرنسي في مركز الدفاع، ولد في 13 أكتوبر 1984 في باريس في فرنسا. شارك مع منتخب جزر غوادلوب لكرة القدم. أما مع النوادي، فقد لعب مع ESA Brive ‏.

## وصلات خارجية
- كيفين لاكروا على موقع قاعدة بيانات كرة القدم.إي يو (الإنجليزية)
- كيفين لاكروا على موقع ناشيونال فوتبول تيمز (الإنجليزية)
- كيفين لاكروا على موقع Soccerway.com (الإنجليزية)